# Youngstar Awards
The Youngstar Award, i marknadsföringssyfta skrivet The YoungStar Award, var ett amerikanskt pris utdelat av The Hollywood Reporter 1995–2000. Priset riktiade in sig på skådespelare under 20 år inom film och TV.
Vinnare av priset: Joseph Gordon-Levitt, Jason Schwartzman, Mara Wilson, Mila Kunis, Haley Joel Osment, Thora Birch, Brad Renfro, Frankie Muniz, Elijah Wood, Scarlett Johansson, Danielle Fishel, Christina Ricci och Kirsten Dunst.
Nominerade: Jake Gyllenhaal, Michelle Williams, Beverley Mitchell, Jessica Biel, Ryan Merriman, Rachael Leigh Cook, Gregory Smith, Mae Whitman, Hallie Kate Eisenberg, Lindsay Lohan, Cole och Dylan Sprouse, Ben Savage, Jonathan Taylor Thomas, Tahj Mowry, Julia Stiles, Larisa Oleynik, och Tina Majorino.